# Antrodiaetus occultus
Antrodiaetus occultus är en spindelart som beskrevs av Coyle 1971. Antrodiaetus occultus ingår i släktet Antrodiaetus och familjen Antrodiaetidae. Inga underarter finns listade i Catalogue of Life.